# 日日是好日-「お茶」が教えてくれた15のしあわせ-
『日日是好日-「お茶」が教えてくれた15のしあわせ-』（にちにちこれこうじつ おちゃがおしえてくれた15のしあわせ）は、エッセイスト・森下典子による自伝エッセイ。2002年1月1日に飛鳥新社より刊行、2008年11月1日に新潮文庫より文庫化された。
母の勧めで20歳の時に「お茶」を習い始めた著者が25年間にわたって茶道教室に通い続ける中で、年月を経て成長していく過程での出来事を「お茶」の基本も交えつつユーモラスに、また切なく描き、「お茶」を通じて人生において大切なこと、人生のあり方、尊さ、幸せについて綴る。
『日日是好日』と題して大森立嗣監督・脚本、黒木華主演により映画化され、2018年10月13日に公開された。

## 書誌情報
- 日日是好日-「お茶」が教えてくれた15のしあわせ-（2002年1月1日、飛鳥新社、ISBN 978-4-87031-491-7）
- 日日是好日-「お茶」が教えてくれた15のしあわせ-（2008年11月1日、新潮文庫、ISBN 978-4-10-136351-6）

## 映画
『日日是好日』と題し、大森立嗣の監督・脚本、黒木華の主演により東京テアトル/ヨアケの配給で2018年10月13日に公開された。